# Rašovický zlom – Chobot
Rašovický zlom – Chobot je přírodní rezervace v lokalitě Rašovice a Hodějice v okrese Vyškov. Rezervace byla zřízena vyhláškou Okresního úřadu Vyškov ze dne 28. června 1990. Leží jihovýchodně od města Slavkov u Brna. Důvodem ochrany je zachování společenstev stepního charakteru s výskytem suchomilných a teplomilných druhů hmyzu a rostlin. Lokalita je též místem, kde se rozmnožují obojživelníci.